# 白兔乡
白兔乡，是中华人民共和国四川省达州市渠县曾经下辖的一个乡。

## 行政区划
白兔乡撤销前下辖以下地区：
白兔社区、白兔村、九龙村、峰坪村、群康村、膏泥村和寺岩村。